# Toshio Furukawa
Toshio Furukawa (古川 登志夫?, Furukawa Toshio; Tochigi, 16 luglio 1946) è un attore e doppiatore giapponese, principalmente conosciuto per il suo ruolo di Piccolo in Dragon Ball e Ataru Moroboshi in Lamù.

## Carriera
Doppiatore veterano, da anni in forze alla Aoni Production, è sposato con la collega Shino Kakinuma. Nel corso della propria carriera ha prestato la propria voce a importanti personaggi dell'animazione giapponese come Ataru Moroboshi (Lamù), Kagege (Keroro), Kai Shiden (Mobile Suit Gundam), Shin (Ken il guerriero), Asuma Shinohara (Mobile Police Patlabor), Piccolo (Dragon Ball Z), Portuguese D. Ace (One Piece) e Misao Yamamura (Detective Conan). Inoltre è il doppiatore di Spanky Ham nell'adattamento giapponese di Drawn Together, Norville "Shaggy" Rogers nell'adattamento giapponese di Scooby Doo e di Arsenio Lupin III nel film Lupin III - La cospirazione dei Fuma. Nell'ambito dei videogiochi, Furukawa ha doppiato Roy Campbell in Metal Gear Solid: Portable Ops.

## Doppiaggio

### Film d'animazione
- Dragon Ball Z - La storia di Trunks (Piccolo)

### Serie Animate
- Appleseed (Karon)
- Bleach (Kageroza Inaba)
- Bubblegum Crisis (Leon McNichol)
- Bubblegum Crash (Leon McNichol)
- Demon Slayer - Kimetsu no yaiba (Hantengu)
- Detective Conan (Misao Yamamura)
- Dr. Slump (Taro Soramame)
- Dragon Ball (Piccolo, Generale Blu, Taro Soramame)
- Dragon Ball Z (Piccolo, Idasa)
- Dragon Ball GT (Piccolo, Generale Blu)
- Dragon Ball Kai (Piccolo)
- Dragon Ball Super (Piccolo)
- Dragon Quest: L'avventura di Dai (Mystvearn (vera forma))
- Eureka Seven (William B. Baxter)
- General Daimos (Zenos)
- Gintama (giornalista/Kai Shiden)
- Hunter × Hunter (2011) (Satotsu)
- I Cavalieri dello zodiaco - Saint Seiya - Hades (Thanatos)
- Ken il Guerriero (Shin)
- Kinnikuman Nisei (Suguru Kinniku)
- Kinnikuman Perfect Origin Arc (Harabote Muscle)
- L'attacco dei giganti (Uri Reiss)
- L'invincibile robot Trider G7 (Kenichi Ohyama)
- L'invincibile Zambot 3 (Uchuta Kamie (ep. 10-14), Shingo Kozuki, Baletar)
- Lamù (Ataru Moroboshi)
- Lamù e i casinisti planetari - Urusei yatsura (Padre di Ataru)
- Maison Ikkoku - Cara dolce Kyoko (Sakamoto)
- Mobile Suit Gundam (Kai Shiden, Darota)
- Mobile Suit Z Gundam (Kai Shiden)
- Mobile Suit Gundam Unicorn (Kai Shiden)
- Mobile Suit Gundam: The Origin (Kai Shiden)
- One Piece (Portuguese D. Ace)
- Patlabor (Asuma Shinohara)
- Patlabor (serie animata) (Asuma Shinohara)
- Pluto (Dr. Ochanomizu)
- PPG Z - Superchicche alla riscossa (Principe ranocchio)
- Sailor Moon (Occhio di Falco)
- Soul Eater (Ashura)
- Space Dandy (Ukuleleman)
- The Big O (Eugene Grant)
- Uzumaki (Padre di Kirie)
- XxxHolic (Papa Fox)

### Videogiochi
- Battle Stadium D.O.N (Piccolo)
- Dead or Alive (Jann Lee)
- Dead or Alive 2 (Jann Lee)
- Dead or Alive 3 (Jann Lee)
- Dead or Alive 4 (Jann Lee)
- Dragon Ball Z: Super Butōden (Piccolo)
- Dragon Ball Z: Super Butōden 2 (Piccolo)
- Dragon Ball Z 2: Super Battle (Piccolo)
- Dragon Ball Z: L'Appel Du Destin (Piccolo)
- Dragon Ball Z: Ultimate Battle 22 (Piccolo)
- Dragon Ball Z: Shin Butōden (Piccolo)
- Dragon Ball Z: Hyper Dimension (Piccolo)
- Dragon Ball Z: The Legend (Piccolo)
- Dragon Ball: Final Bout (Piccolo)
- Dragon Ball Z: Budokai (Piccolo)
- Dragon Ball Z: Budokai 2 (Piccolo)
- Dragon Ball Z: Supersonic Warriors (Piccolo)
- Dragon Ball Z: Budokai 3 (Piccolo)
- Dragon Ball Z: Budokai Tenkaichi (Piccolo)
- Dragon Ball Z: Shin Budokai (Piccolo)
- Dragon Ball Z: Budokai Tenkaichi 2 (Piccolo)
- Dragon Ball Z: Shin Budokai 2 (Piccolo)
- Dragon Ball Z: Budokai Tenkaichi 3 (Piccolo, Generale Blu)
- Dragon Ball Z: Burst Limit (Piccolo)
- Dragon Ball Z: Infinite World (Piccolo)
- Dragon Ball Z: Attack of the Saiyans (Piccolo)
- Dragon Ball: Revenge of King Piccolo (Generale Blu)
- Dragon Ball: Raging Blast (Piccolo)
- Dragon Ball: Origins 2 (Generale Blu)
- Dragon Ball Z: Tenkaichi Tag Team (Piccolo)
- Dragon Ball: Raging Blast 2 (Piccolo)
- Dragon Ball Z: Ultimate Tenkaichi (Piccolo)
- Dragon Ball Z: Battle of Z (Piccolo)
- Dragon Ball Xenoverse (Piccolo)
- Dragon Ball Z: Extreme Butoden (Piccolo, Generale Blu)
- Dragon Ball Xenoverse 2 (Piccolo)
- Dragon Ball: Fusions (Piccolo)
- Dragon Ball FighterZ (Piccolo)
- Dragon Ball Legends (Piccolo)
- Dragon Ball Z: Kakarot (Piccolo)
- Dragon Ball: Sparking! Zero (Piccolo)
- Dynasty Warriors: Gundam (Kai Shiden)
- Dynasty Warriors: Gundam 2 (Kai Shiden)
- Dynasty Warriors: Gundam 3 (Kai Shiden)
- Fighting for One Piece (Portuguese D. Ace)
- Fist of the North Star (Shin)
- Fragile Dreams: Farewell Ruins of the Moon (Shin, nonno)
- Hunter × Hunter: Wonder Adventure (Satotsu)
- J-Stars Victory Vs+ (Portuguese D. Ace)
- Jump Force (Piccolo)
- Live A Live (Remake) (Cane Pazzo)
- Metal Gear Solid: Portable Ops (Roy Campbell)
- Mobile Suit Gundam: Journey to Jaburo (Kai Shiden)
- Mobile Suit Gundam: Encounters in Space (Kai Shiden)
- Namco X Capcom (Joker, Taizo Hori)
- One Piece: Grand Battle! 2 (Portuguese D. Ace)
- One Piece: Treasure Battle! (Portuguese D. Ace)
- One Piece: Ocean's Dream! (Portuguese D. Ace)
- One Piece: Grand Battle 3 (Portuguese D. Ace)
- One Piece: Unlimited Adventure (Portuguese D. Ace)
- One Piece Unlimited Cruise 1: Il Tesoro Sommerso (Portuguese D. Ace)
- One Piece Unlimited Cruise 2: Il Risveglio di un Eroe (Portuguese D. Ace)
- One Piece: Pirate Warriors (Portuguese D. Ace)
- One Piece: Unlimited Cruise SP 2 (Portuguese D. Ace)
- One Piece: Romance Dawn (Portuguese D. Ace)
- One Piece: Pirate Warriors 2 (Portuguese D. Ace)
- One Piece: Unlimited World Red (Portuguese D. Ace)
- One Piece: Pirate Warriors 3 (Portuguese D. Ace)
- One Piece: Burning Blood (Portuguese D. Ace)
- One Piece: Pirate Warriors 4 (Portuguese D. Ace)
- One Piece Odyssey (Portuguese D. Ace)
- Project X Zone (Ain Veranos)
- Saint Seiya: Brave Soldiers (Thanatos)
- Saint Seiya: Soldiers' Soul (Thanatos)
- Shining Force EXA (Adam)
- Soul Eater: Battle Resonance (Ashura)
- Super Dragon Ball Z (Piccolo)
- Super Dragon Ball Heroes: World Mission (Piccolo, Generale Blu)
- Super Robot Wars Alpha Gaiden (Blume)
- Super Robot Wars Z (Uchuta Kamie, Shingo Kozuki, Baletar, Blume)
- Super Robot Wars Z2: Destruction Chapter (Blume, Uchuta Kamie)
- Super Robot Wars Z2: Rebirth Chapter (Blume, Uchuta Kamie)
- Super Robot Wars Z3: Heaven Chapter (Uchuta Kamie)
- Super Robot Wars V (Uchuta Kamie)
- Tobal No. 1 (Emperor Udan)